# Леон (стадион)
«Леон» (исп. Estadio León, неофициальное название — «Ноу Камп» (исп. Nou Camp) — футбольный стадион, расположенный в Леоне, Гуанахуато, Мексика. Стадион построен в 1967 году и вмещает 33 943 зрителя. Чаще всего используется для проведения футбольных матчей и является домашним стадионом футбольного клуба «Леон». Благодаря своему хорошему расположению принимал матчи чемпионатов мира 1970 и 1986 годов.
Принимал несколько футбольных матчей во время летних Олимпийских игр 1968. Во время этих игр он вмещал 23 609 зрителей.